# Skinkelsborg
Skinkelsborg (ikke at forveksles med 'Skindelborg') er et voldsted eller borg i Sønderskoven i Sønder Stenderup ved Lillebælt og opad Solkær Enge. Stedet er benævnt Skinkelsborg Voldsted i Generalstabens Kort. 
Skinkelsborg består af en firesidet borgbanke adskilt af en grav og en lavere voldlignende banke. Terrænet omkring voldstedet har formentlig været ret ufremkommeligt i middelalderen. Dengang gik søen eller fjordarmen helt op til borgen og rundt omkring lå de store skove helt ud til søen.
Voldstedet består af en ca. 35 m. bred og 3,5 m. høj ujævnt kvadratisk hovedbanke. Den befæstede gård har formentligt været opført af træ.
Der har ligget en neolitisk (Yngre stenalder) boplads på den holm, hvor Skinkelsborg senere blev opført.

## Ejere
Dronning Margrethe I har formentligt beboet Skinkelsborg efter at hun købte gården af Claus Limbek (af den mægtige adelsslægt Limbækkerne) i 1407. Claus Limbæk havde købt af Hennike Limbek, der i sin tid havde købt det af Henneke Skinkel.
Skinkelsborg udgjorde med Sønder Stenderup sit eget Birk og i 1850 stadig sit eget Len.
Voldstedet blev formentlig opgivet i begyndelsen af 1400-tallet efter Margrethe I’s overtagelse. 

## Fund
Der er fundet jernalderfund i form af sværd, armbrøst, pile osv. 
- I 1956 blev en falsk shekel af bly fundet på voldstedet. Denne er erklæret for danefæ.
- I 1969 blev der fundet et større antal flintredskaber, som var fremkommet ved pløjning, bl.a. skiveskrabere, skivebor, enkelte tværpile, to stærkt forhuggede neolitiske (Yngre stenalder) flintøkser, samt adskillige stumper af slebne flintøkser.[1]
- I 1993 blev der ved voldstedet fundet en såkaldt turnos (Fransk mønt, også kaldet Gros tournois). Mønten er fra franske Phillip den smukke (Philip den IV)(1285-1314). Mønten er erklæret for danefæ.